# Won sudcoreano
Il won sudcoreano (대한민국 원?, 大韓民國 원?, Daehan Minguk wonLR; che significa «won della Repubblica di Corea») (ISO 4217: KRW) è la valuta ufficiale della Corea del Sud (o Repubblica di Corea). Il termine 원 viene dal carattere cinese 圓, ma il termine ufficialmente è 원 e non si usa mai il corrispettivo 圓.
Storicamente, il won coreano era suddiviso in 100 chŏn (o jeon, in coreano 전) ma, attualmente, in Corea del Sud la moneta frazionata non è più utilizzata. La quantità più piccola in uso è di 10 won, approssimativamente 0,7 centesimi di euro.
Il simbolo del won (₩) si rappresenta in Unicode come: 20A9 (8361 del sistema decimale).

## Storia
Il won coreano è stato usato come moneta per la prima volta in Corea tra il 1902 e il 1910, quando la Corea era ancora un paese unito. Fu poi sostituito alla pari dallo Yen con la creazione dello Yen coreano.
Nel 1945, la Corea fu divisa con la creazione dei due Stati, Corea del Sud e Corea del Nord, ciascuno con la propria valuta denominata won, che andò a sostituire lo yen alla pari.
Il won sudcoreano fu sostituito nel 1953 dallo hwan ad un tasso di 1 hwan = 100 won. Il won fu poi nuovamente reintrodotto il 9 giugno 1962 ad un tasso di 1 won = 10 hwan.
Il won fluttua ufficialmente del tutto da quando è stato firmato un accordo con il Fondo monetario internazionale il 24 dicembre 1997 nel cuore della crisi finanziaria asiatica.
In questa occasione, il won ha perso più della metà del suo valore, passando da 915 ￦ / $ il 20 ottobre 1997 a 1.963 ￦ / $ il 23 dicembre 1997.
In misura minore, il won è stato nuovamente sotto pressione durante la crisi finanziaria dell'autunno 2008: il 29 ottobre 2008, un dollaro ha raggiunto 1.451 ₩ sudcoreano contro 1.161 ₩ un mese prima e 914 ₩ un anno prima. Il 24 giugno 2013, il won è stato scambiato a 1.159 won per dollaro.
Il won sudcoreano ha perso notevolmente valore durante gli anni, causa notevole inflazione, tanto che attualmente è allo studio l'emissione di tagli da 100 000 won.

## Banconote e monete della Corea del Sud
Storicamente, il Won era diviso in 100 jeon (전, 錢). Il jeon non è più utilizzato in Corea del Sud, poiché l'importo più piccolo scambiato comunemente è 100 won (circa 8 centesimi di euro), e la moneta corrente più piccola vale 10 won (circa 0,8 centesimi di euro), sebbene sia ancora in circolazione la moneta da 1 won.
Le monete da 500 won hanno sostituito le banconote dello stesso valore il 12 giugno 1982 a causa dell'inflazione e dell'utilizzo delle monete nei distributori automatici. La Bank of Korea ha standardizzato le monete emettendo nuove monete da 100 won (2º round), 50 won e (2º round), 10 won (3º round), 5 won (3º round) e 1 won (3º round), il 15 gennaio 1983.
Nel 2007, le banconote attuali sono da 10.000, 5.000 e 1.000 won. Non sono cambiate sostanzialmente dal 1983 alla fine del 2006, tranne per quanto riguarda l'inserimento di elementi di sicurezza. D'altra parte, la 5ª serie dei 5.000 Won (2 gennaio 2006), e rispettivamente la 6ª e 3ª serie dei 10.000 Won e dei 1.000 Won (stessa data del 22 gennaio 2007) hanno grafica e colori modernizzata, ma rispettando i disegni originali.
La quinta serie di banconote da 10.000 won è stata emessa il 19 giugno 2000. Presenta il re Sejong il Grande. La quinta serie della banconota da 5.000 won è stata emessa il 12 giugno 2002 e rappresenta lo studioso Yi I. La banconota da 1.000 won è datata 11 giugno 1983 e presenta un altro studioso del Joseon, Yi Hwang. Queste ultime due banconote hanno quasi le stesse dimensioni (pochi millimetri di differenza di lunghezza).

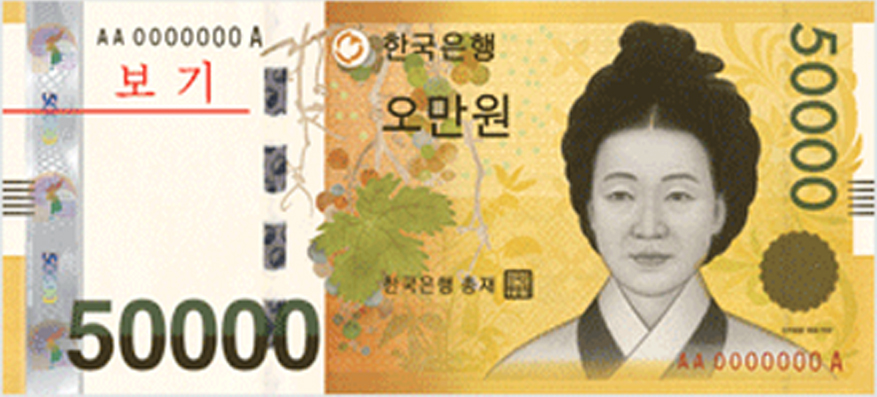
Nuova banconota da 50000 won con Sin Saimdang (1504-1551)

Nel giugno 2009 è apparsa la banconota da 50.000 won (circa 37 euro). La pubblicazione tardiva è dovuta alla volontà delle autorità pubbliche di rendere più difficile lo scambio monetario nella corruzione e nelle tangenti. Questa emissione presenta l'artista del XVI secolo Sin Saimdang.